# Ion Cosma (ciclist)
Ion Cosma (n. 11 iulie 1937, Târgu Mureș, România – d. 1997) a fost un ciclist român. A reprezentat România la Jocurile Olimpice de vară din 1960 și cele din 1964 la proba de 100 km contratimp pe echipe și în proba de cursă individuală de șosea. În 1960 el a terminat al șaselea și al cincilea, respectiv în aceste probe, în timp ce la 1964 s-a clasat pe locurile nouă și 59, respectiv. Cosma a câștigat Turul României în 1959 și 1961 și Cupa UCECOM în 1963.